# تاكيهيتو سودزكي
تاكيهيتو سودْزُكي (باليابانية: 鈴木 健仁) (11 يونيو 1971 في طوكيو في اليابان – )؛ هو لاعب كرة قدم ياباني سابق كان يلعب كمدافع.

## وصلات خارجية
- تاكيهيتو سودزكي على موقع رابطة كرة القدم اليابانية للمحترفين (اليابانية)
- تاكيهيتو سودزكي على موقع قاعدة بيانات كرة القدم.إي يو (الإنجليزية)
- تاكيهيتو سودزكي على موقع عالم كرة القدم.نت (الإنجليزية)